# 미야하라촌 (사이타마현)
미야하라촌(宮原村)은 사이타마현 기타아다치군에 있던 촌이다. 현재의 사이타마시 기타구의 일부에 해당한다.

## 역사
에도 시대에는 도카이도 무사시국 아다치군(東海道武蔵国足立郡)의 오오타니령(大谷領), 요시노령 등에 속했다. 
- 1889년 4월 1일 - 정촌제 시행에 수반해 기타아다치군 미야하라촌이 성립하였다.
- 1940년 11월 3일 - 기타아다치군 오사토촌, 닛신촌, 미하시촌과 신설합병해 오미야시가 성립하여,동일 미야하라촌은 폐지되었다.

## 교통

### 도로
- 1급국도
  - 국도 제17호선
- 2급국도
  - 국도 제16호선

## 참고문헌
- 「角川日本地名大辞典」編纂委員会『角川日本地名大辞典 11 埼玉県』角川書店、1980年7月8日。ISBN 4040011104。